# Comuna Sculeni, Ungheni
Comuna Sculeni este o comună din raionul Ungheni, Republica Moldova. Este formată din satele Sculeni (sat-reședință), Blindești, Floreni și Gherman.

## Demografie
Conform datelor recensământului din 2014, comuna are o populație de 4.750 de locuitori. La recensământul din 2004 erau 5.470 de locuitori.

## Administrație și politică
Componența Consiliului local Sculeni (13 consilieri), ales la 5 noiembrie 2023, este următoarea:
|  | Partid                                        | Consilieri | Componență | Componență | Componență | Componență | Componență | Componență |
|  | --------------------------------------------- | ---------- | ---------- | ---------- | ---------- | ---------- | ---------- | ---------- |
|  | Partidul Social Democrat European             | 6          |            |            |            |            |            |            |
|  | Partidul Acțiune și Solidaritate              | 4          |            |            |            |            |            |            |
|  | Partidul Socialiștilor din Republica Moldova  | 2          |            |            |            |            |            |            |
|  | Partidul Dezvoltării și Consolidării Moldovei | 1          |            |            |            |            |            |            |

## Personalități născute aici
- Nicolae Darie (n. 1946), actor.